# سیارک ۴۸۶۶
سیارک ۴۸۶۶ (به انگلیسی: 4866 Badillo، نامگذاری:1988VB3) چهار هزار و هشتصد و شصت و ششمین سیارک کشف شده‌است که در ۱۰ نوامبر ۱۹۸۸ کشف شد.
قدر مطلق سیارک برابر ۶۱.۶ است.